# Раймонд Вінсент
Раймонд Вінсент (Raymond Vincent) — бельгійський музикант і композитор, який був першою скрипкою Національного оркестру Бельгії, учасником рок-гуртів Wallace Collection, Esperanto, автором сольного прог-рок альбому «Metronomics».

## Біографія
З 7-річного віку Раймонд був затятим любителем футболу. Але його батько, також скрипаль, нав'язував синові кількагодинну музичну практику щодня. Результати не забарилися. У віці 17 років Раймонд здобув першу перемогу «Academy Award» у Брюсселі. Потім він продовжував збирати нагороди: нагорода Edouard Deru, Медаль Уряду, Медаль міста Брюссель, 15 інших нагород.
Після служби в армії він став першою скрипкою в Національному оркестрі Бельгії. Але вихідні він проводив із гуртом який послідовно називався «Pragmatic Section» і «16th Sentury». Раптово все пішло дуже швидко. Наприкінці 1969 року Раймонда запримітив шукач талантів. Він представляв англійську студію звукозапису EMI. Перший сингл «Daydream» Раймонда Вінсента став хітом за одну ніч (частково він базувався на «Лебединому озері» Чайковського). Вона мала понад 30 адаптацій, зокрема Claude François, Raymond Lefèvre, Caravelli, Franck Pourcel. Понад 1.5 млн дисків продано. Wallace Collection подорожував Європою. Кожен фестиваль приносив нову нагороду. Також Раймонд Вінсент написав музику до фільму «Isabella, my daughter».

## Wallace Collection
Успіхом «Wallace Collection» завдячує в першу чергу композиціям Раймонда Вінсента. Як композитор він був кимось на зразок лідера цього гурту до днів, коли гурт потрапив на вершини хіт-парадів Європи. Поєднання скрипки й віолончелі та класичного складу поп-рок гурту — це була формула успіху.

## Metronomics (1972)
Metronomics містить струнний квартет з досить великим класичним впливом. Альбом видано на студії Izarra в Країні басків. Izarra баською мовою означає «зірка».
1. Les Plutoniens 3:59
2. Pouring Rain 4:01
3. Adagio pour Cordes 2:24
4. Do It Now While You Can 3:21
5. I Ain't Got No Time 5:53
6. Blue Prayer For Cello In Love 3:15
7. La Danse du Canard Sauvage 2:17
8. Mouvement pour Archet 1:13
9. Mary Jane 2:55
10. Isabelle (soundtrack for "Isabelle") 4:58
11. La Mouette 3:40

Склад:
Raymond Vincent — скрипка, Bruno Libert — клавішні, Tony Malissan — ударні, Gino Malissan — бас, Glenn Shorrock — вокал, Keith Christmas — вокал, Godfrey Salmon — друга скрипка, Tony Harris — альт, Brian Holloway — гітара, Brigette Du Doit — вокал

## Esperanto
Гурт бере початок у 1971 році, коли скрипаль Раймонд Вінсент вирішив здійснити нове музичне починання. Він зв'язався з Бруно Лібертом, який щовечора закінчував навчання музикознавству та грав на фортепіано в театрах Брюсселя. Реймонд розповів Бруно про свій новий проект і показав йому кілька музичних ідей. Два музиканти погодилися запустити проект і почали шукати інших музикантів. Вони виявили братів Малісан, двох італо-бельгійців: Джино, бас-гітарист і Тоні, ударник. Вони почали репетирувати у задній кімнаті невеликого кафе, написали серію нових номерів і записали першу демо-стрічку в студії «Cathy». Чотири музиканти взяли демо до Англії, де вони зустрілися з Девідом Макеєм, який був продюсером Wallace Collection та The New Seekers, а згодом випустив частину першого альбому Esperanto.